# Pedras Doladas

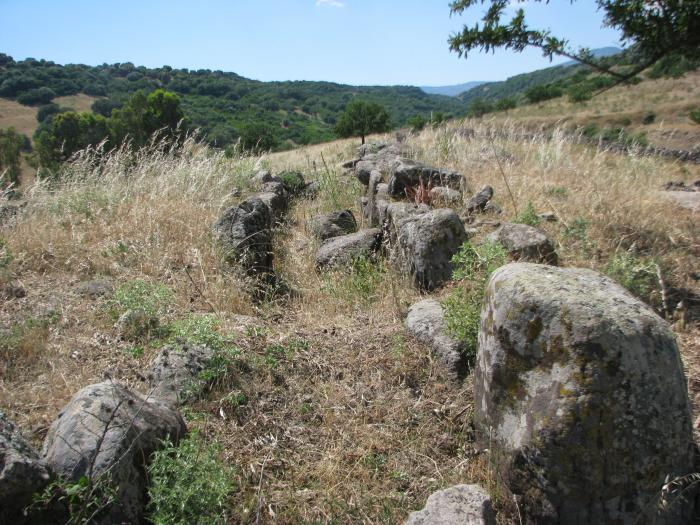
Pedras Doladas

Das Gigantengrab Pedras Doladas liegt auf dem namengebenden Hügel, etwa 1,5 km östlich von Scano di Montiferro in der Provinz Oristano auf Sardinien. Unmittelbar südlich liegt die erst 1966 errichtete Kapelle „Tutti i Santi“ (Allerheiligen).
Das Gigantengrab ist seit den 1850er Jahren bekannt. Die in Sardu „Tumbas de los zigantes“ und (italienisch Tombe dei Giganti –  plur.) genannten Bauten sind die größten pränuraghischen Kultanlagen Sardiniens und zählen europaweit zu den spätesten Megalithanlagen. Die 321 bekannten Gigantengräber sind Monumente der bronzezeitlichen Bonnanaro-Kultur (2.200–1.600 v. Chr.), die Vorläuferkultur der Nuraghenkultur ist.

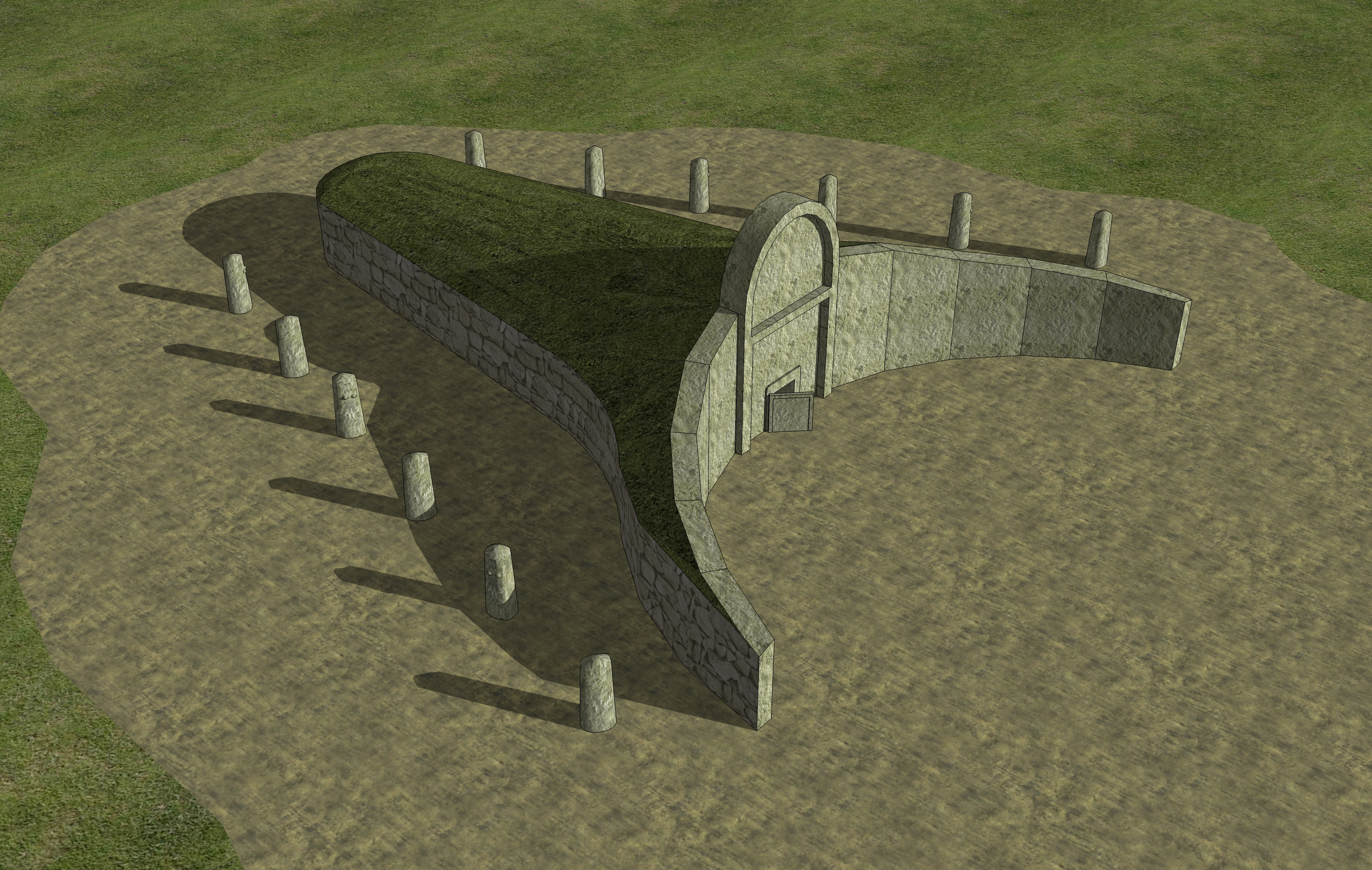
Modell mit Portalstelen-Exedra

## Typenfolge
Baulich treten Gigantengräber in zwei Varianten auf. Die Anlagen mit Portalstelen und Exedra gehören zum älteren Typ. Bei späteren Anlagen besteht die Exedra aus einer in der Mitte deutlich erhöhten Quaderfassade aus bearbeiteten und geschichteten Steinblöcken. Das Gigantengrab Pedras Doladas ist ein Übergangstyp mit Elementen des jüngeren (mit Quaderfassade) und älteren Typs (Portalstele).

## Beschreibung
Die symmetrische Anlage ist mit Trockenmauerwerk aus lokalem Basalt errichtet. Der axiale Körper, der die Galerie einschließt, ist 8,40 m lang. Seine Breite beträgt im Bereich der Verbindung mit der Exedra 5,6 m und verjüngt sich zur nur im Außenmauerbereich gerundeten Apsis hin auf 4,20 m. Die Dicke der doppelten Wände beträgt an den Seiten 1,9 und in der Mitte der Apsis 2,9 m. Die leicht trapezförmige Galerie ist innen 5,4 m lang und 0,85 bis 0,8 m breit. Sie wird seitlich durch sechs Orthostaten und einen hohen Endstein begrenzt. Die ggf. aus einem Kraggewölbe oder einer horizontalen Plattenabdeckung bestehende Oberkonstruktion fehlt ebenso wie die Seiten der Exedra. An ihrer Basis sind jedoch Spuren einer vorgesetzten Bank erhalten. Der axiale Zugang wird durch zwei ausgerichtete Ständer dargestellt, auf denen ggf. ein Sturz ruhte. Sie haben allerdings innen breite Nuten, in die offenbar eine Portalstele eingeschoben war.
Zum Denkmal gehören drei konische, untersetzte Baityloi, von denen zwei in die moderne Begrenzungswand aufgenommen wurden. Der dritte, eine kleine konische Form mit einem flachen elliptischen und einem konvexen Abschnitt, liegt zwischen den Blöcken der Apsis.

## In der Nähe
Wenige hundert Meter entfernt liegen die Nuraghen Porcos und Altoriu. Nahe dem Ort liegen die Gigantengräber Amenta, Pedriscudu, Sas serras und Su crastu iscrittu.